# Theaterplein (Moskou)
Het Theaterplein of Teatralnajaplein (Russisch: Театральная площадь, Teatralnaya ploshchad), tussen 1919 en 1991 bekend als het Sverdlovplein, is een stadsplein in het Tverskojdistrict in het centrum van Moskou, Rusland. Het plein ligt op de kruising van Kuznetskybrugstraat, Petrovkastraat en de Theaterlaan (ten noordwesten van de laatste; het plein ten zuidoosten van de Theaterlaan is het Revolutieplein). 
Het plein is vernoemd naar de drie theaters die zich erop bevinden: het Bolsjojtheater, het Malytheater en het Russisch Academisch Jeugdtheater.
Het plein wordt bediend door de metro van Moskou via het Teatralnaja-station op de Zamoskvoretskaja-lijn, het Ochotny Rjad-station op de Sokolnitsjeskaja-lijn en het Plosjtsjad Revoljoetsi-station op de Arbatsko-Pokrovskaja-lijn.

## Geschiedenis
Het plein ontstond na de brand van Moskou in 1812 en de omlegging van de rivier Neglinnaja in een ondergronds kanaal. De rivier stroomt nog steeds schuin onder het park van het plein door. Het plein werd ontworpen in een symmetrische neoclassicistische stijl door Joseph Bove in de jaren 1820, met gebouwen in neoclassicistische stijl rondom het plein. In de tweede helft van de 19e eeuw werd een aantal neoclassicistische gebouwen door nieuwe gebouwen in eclectische stijlen, die aanzienlijk hoger waren dan de oorspronkelijke gebouwen aan het plein. Aan het plein bevindt zich ook het luxe warenhuis TsUM, een gebouw in neogotische stijl.

## Fotogalerij

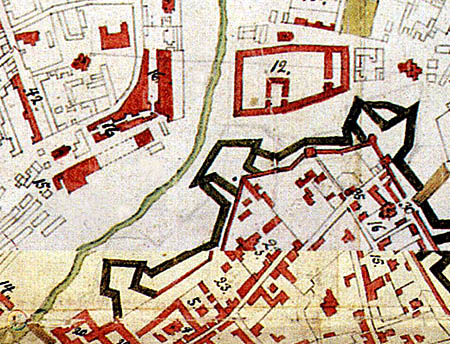
Site van het toekomstige plein in de jaren 1760, met de rivier Neglinnaja en de bastions van Kitai-gorod.
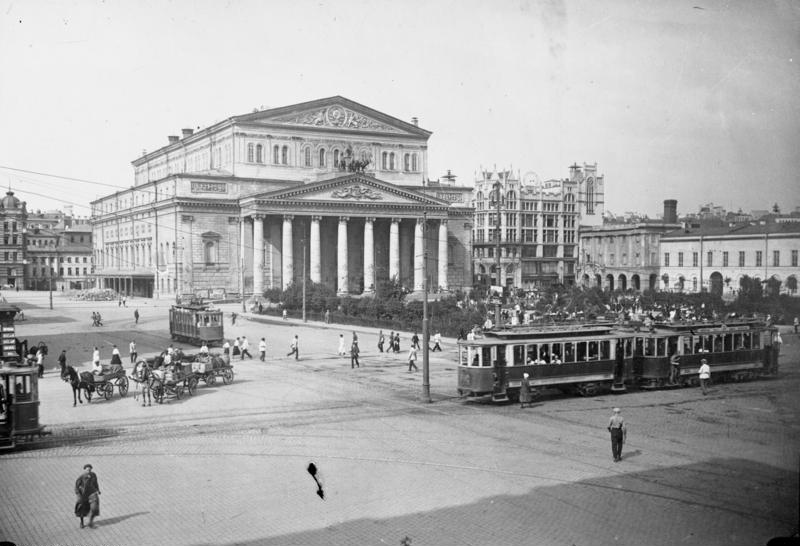
Het Sverdlovplein in 1932.
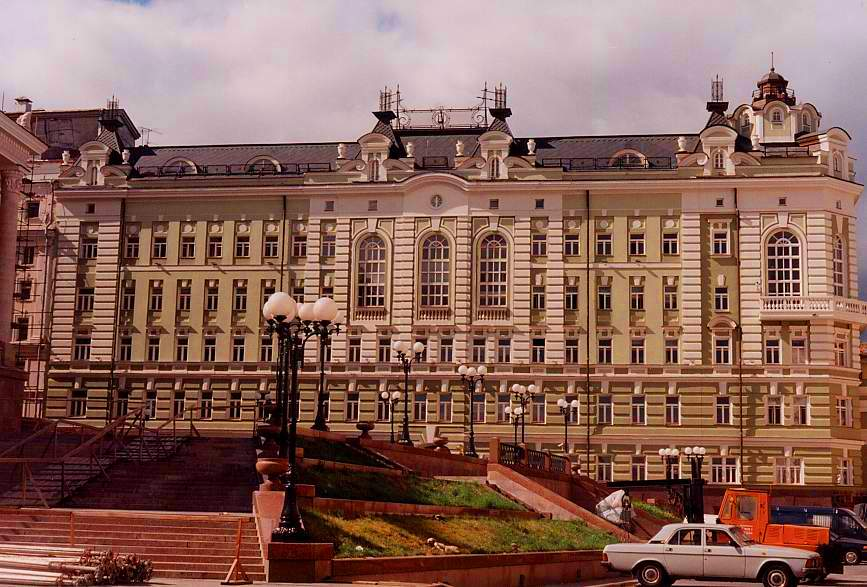
Teatralnaya Ploshchad, 2001.
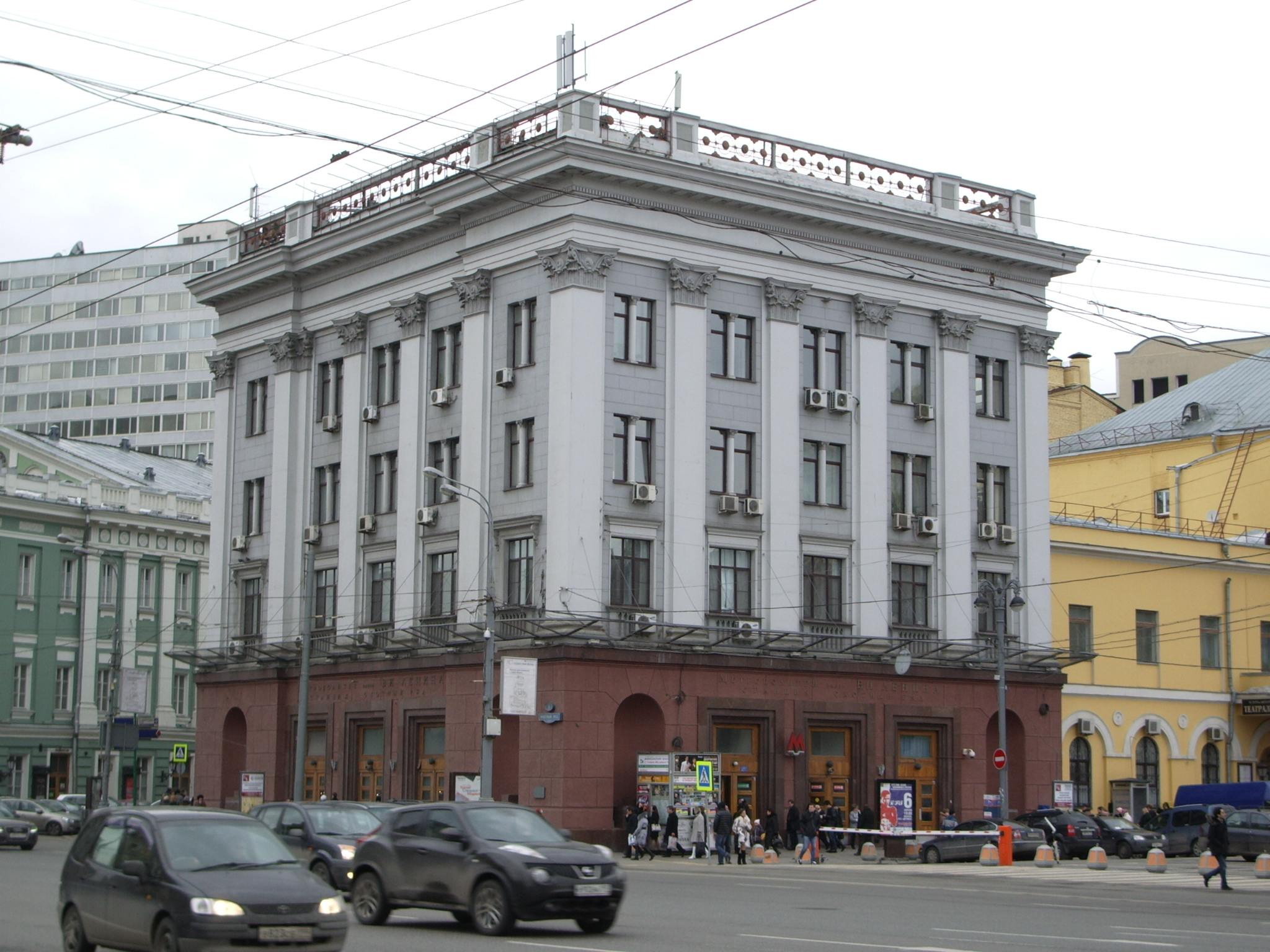
Gezamenlijke inkomhal van de metrostations Ochotny Rjad en Teatralnaja, ingebouwd in een bestaand gebouw.
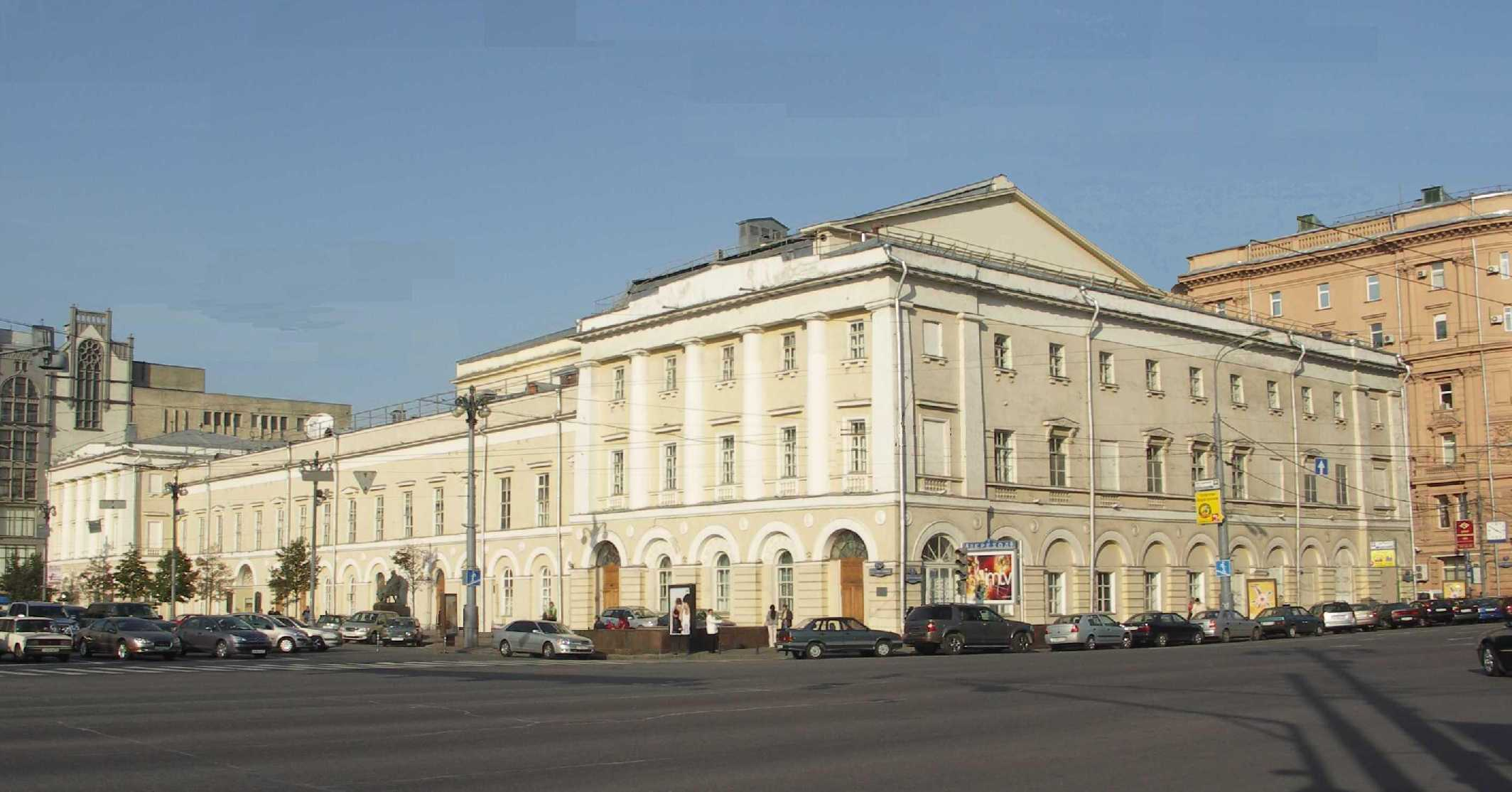
Het Malytheater.